# グラッドウィン郡 (ミシガン州)
グラッドウィン郡（英: Gladwin County）は、アメリカ合衆国ミシガン州ロウアー半島の中央部に位置する郡である。2010年国勢調査での人口は25,692人であり、2000年の26,023人から1.3%減少した。郡庁所在地はグラッドウィン市（人口2,933人）であり、同郡で人口最大の都市でもある。

## 歴史

### 前史時代
グラッドウィン郡となった地域は水源地である。ティッタバワス川を流れる水は郡内から集まっており、ほんの一部がクレア郡あるいはロスコモン郡から来ている。インディアンはこの地域を横切り、釣りに適し、夏のベリー類が豊富に生っていたので、ここで夏を過ごすこともあった。
1839年に、後にビーバートン郡区となった地域を測量した隊員が記していた古代の道の重要性を判断しようという研究が進んでいる。「マスキゴン川トレイル」の東端はセクション12の北西隅、タバコ川（アサモコイセペ）の3つの支流が集まる所だった。サギノー湾からミシガン湖までロウアー半島を東西に横切る道は、サギノー、ティッタバワス、タバコ各川を進み、ビーバートンシティ墓地からロス湖の西に渡ったところまで続いた可能性がある。この地点ではマスキゴン川に沿ってカヌーを陸送し、その後ミシガン湖まで漕ぎ下った。
この経路にそって発見されたインディアンの多くの人工物は季節による暮らし方を想像させるが、恒久的に一年中住んだというような兆候は見つかっていない。

### ヨーロッパ人の到着以後
グラッドウィン郡となった地域で記録に残る最初の訪問者は北西部条例の条項に従って土地を測量した者達だった。その仕事の大半は1830年代に済んでいた。最初の測量の一部はサギノーの裁判所で決められることになった。測量師達はそこのように蚊が多い湿地に人が入るまでには1世紀がかかると予測していた。
この地域で最初に国勢調査が行われたのは1860年だった。
郡名はポンティアック戦争のときにデトロイトでイギリス軍を指揮していたヘンリー・グラッドウィンに因んで名付けられた。1831年に命名され、1875年になって組織化された。

### 郡設立150周年
2011年は、最初の恒久的開拓者であるマーベル・セコードが、現在のセコード郡区のティッタバワス川川沿いに住居を構えてから150周年だった。セコードは罠猟師であり、また地域の伐採キャンプに物資を供給する商人だった。
他にも最初の開拓者と言われる者がいる。1860年国勢調査では住人数14人であり、子供のいる2家族だった。このうち11人はその年に始まった伐採キャンプに関わる者達であり、「猟師」と記されていた。しかし、キャンプの「日雇い労働者」の1人が後にグラッドウィン郡に家族と共に移った。これを恒久的なものとするならば、最初の住人である。その後の年月この人物の姓が出てくる結婚、死亡、出生の記録は無い。
150周年には大きな祝祭があり、歴史に関する本が出た。祭は2010年7月29日から31日、本は7月28日のレセプションで渡された。

## 地理
アメリカ合衆国国勢調査局に拠れば、郡域全面積は516.43平方マイル (1,337.5 km2)であり、このうち陸地506.80平方マイル (1,312.6 km2)、水域は9.63平方マイル (24.9 km2)で水域率は1.86%である。

### 主要高規格道路
- ミシガン州道18号線は北のホートン湖地域に向かっている。南はアメリカ国道10号線に接続する
- ミシガン州道30号線は18号線と同様に南は国道10号線に向かっている。北はウェストブランチに至る
- ミシガン州道61号線は西のハリソンと東のスタンディッシュを繋いでいる
- 郡道97号線は北のロスコモン郡に向かう

### 隣接する郡
- オゲモー郡 - 北東
- アレナク郡 - 東
- ベイ郡 - 南東
- ミッドランド郡 - 南
- クレア郡 - 西
- ロスコモン郡 - 北西

## 人口動態
以下は2000年国勢調査による人口統計データである。
| 基礎データ - 人口: 26,023人 - 世帯数: 10,561 世帯 - 家族数: 7,614 家族 - 人口密度: 20人/km2（51人/mi2） - 住居数: 16,828軒 - 住居密度: 13軒/km2（33軒/mi2） 人種別人口構成 - 白人: 97.65% - アフリカン・アメリカン: 0.13% - ネイティブ・アメリカン: 0.56% - アジア人: 0.27% - 太平洋諸島系: 0.02% - その他の人種: 0.31% - 混血: 1.06% - ヒスパニック・ラテン系: 0.96% 先祖による構成 - ドイツ系：28.1% - アメリカ人：11.5% - イギリス系：11.1% - アイルランド系：9.4% - ポーランド系：7.3% - フランス系：6.4% 言語による構成 - 英語：96.3% - ドイツ語：1.7% - スペイン語：1.1% | 年齢別人口構成 - 18歳未満: 23.2% - 18-24歳: 6.5% - 25-44歳: 24.2% - 45-64歳: 27.8% - 65歳以上: 18.3% - 年齢の中央値: 42歳 - 性比（女性100人あたり男性の人口） - 総人口: 98.5 - 18歳以上: 95.3 世帯と家族（対世帯数） - 18歳未満の子供がいる: 27.1% - 結婚・同居している夫婦: 60.5% - 未婚・離婚・死別女性が世帯主: 8.0% - 非家族世帯: 27.9% - 単身世帯: 24.0% - 65歳以上の老人1人暮らし: 11.2% - 平均構成人数 - 世帯: 2.43人 - 家族: 2.85人 収入と家計 - 収入の中央値 - 世帯: 32,019米ドル - 家族: 37,090米ドル - 性別 - 男性: 33,871米ドル - 女性: 21,956米ドル - 人口1人あたり収入: 16,614米ドル - 貧困線以下 - 対人口: 13.8% - 対家族数: 10.4% - 18歳未満: 19.4% - 65歳以上: 7.3% |

## 郡政府
郡政府は郡監獄の運営、地方道の維持、地方裁判所の運営、権利譲渡と抵当権設定記録など重要記録の維持、公衆衛生規制の管理、福祉など社会サービスの項目で州の施策への参加を行う。郡政委員会は予算を管理するが、法や条例を作るのは限定付き権限である。ミシガン州では、警察と消防、建設と区画割、税評価、街路維持など地方政府の大半機能は個々の都市と郡区の責任である。

## 郡区
グラッドウィン郡は下記15の郡区に分割されている。

| - ビーバートン - ベントリー - ビリングス - バーレット | - バッキー - バットマン - クレメント - グラッドウィン | - グリム - グルート - ヘイ - セイジ | - セコード - シャーマン - タバコ |

## 都市と町
- グラッドウィン - 郡庁所在地
- ビーバートン